# 志崎樺音
志崎樺音（日语：／ Shizaki Kanon，1995年2月8日—）是日本的女性聲優、音樂家、歌手，東京都出身。

## 人物
洗足學園音樂大學搖滾&流行樂學科畢業。6歲到18歲一直在學習鋼琴。
原本飾演《BanG Dream!》中樂團Roselia白金燐子一角的明坂聰美因突發性失聰無法再進行音樂活動，因此在2018年8月進行甄選。11月7日本人在Roselia的Live活動「Vier」中宣布接下白金燐子一角。而手機遊戲《BanG Dream! 少女樂團派對》的語音也在2019年3月開始更換。
2019年7月宣布在武士道的新企劃「D4DJ」中演出。
2020年在第14回聲優獎以Roselia之名義獲得歌唱賞。
2021年1月7日，作為2019冠狀病毒病的濃厚接觸者，在保健所的指導下一定期間內縮小活動範圍；1月9日確認為新型冠狀病毒陽性並進入療養，將缺席原本預定出演的「D4DJ Happy New Year Around! Online」（1月10日）及（1月11日）。2021年1月18日，事務所宣佈PCR結果為陰性，即日起重啟活動。
2022年1月10日因嗓子问题（声带水肿）缺席部分演出活动。直到二月底重启全面演出活动。
2022年8月15日，宣佈退任「D4DJ」中Happy Around!的渡月麗一角。9月由入江麻衣子接替。

## 演出作品
※粗體字為主要角色。

### 電視動畫
2019年
- BanG Dream! 2nd Season（白金燐子[12]）※接替明坂聰美，下同

2020年
- BanG Dream! 3rd Season（白金燐子）
- BanG Dream! Girls Band Party!☆PICO～大份～（白金燐子）
- D4DJ First Mix（渡月麗）

2023年
- BanG Dream! It's MyGO!!!!!（白金燐子）

### 劇場版動畫
2019年
- BanG Dream! FILM LIVE（白金燐子[13]）

2021年
- 劇場版 BanG Dream! Episode of Roselia I・II（白金燐子） - 2部作品
- BanG Dream! FILM LIVE 2nd Stage（白金燐子）

2022年
- 劇場版 BanG Dream! Poppin'Dream!（白金燐子）

### 遊戲
2019年
- BanG Dream! 少女樂團派對（白金燐子）

2020年
- D4DJ Groovy Mix（渡月麗（初代）)

### 廣播節目
- R WORLD RADIO（2019年－，NACK5[14]）

### 其他
- 跨媒體製作企劃《D4DJ》（2019年，渡月麗[15]）

## 外部連結
- 事務所官方簡歷 （页面存档备份，存于）（日語）
- 志崎樺音的X（前Twitter）（日語）